# Caromya lutea
Caromya lutea là một loài ruồi trong họ Tachinidae.